# Anton Kuys
Anthonius Jacobus "Anton" Kuys (11 de agosto de 1903 — 14 de março de 1978) foi um ciclista holandês.
Representou os Países Baixos nos Jogos Olímpicos de 1928, realizados na cidade de Antuérpia, Bélgica. Lá, Kuys competiu na prova de estrada (individual), mas não conseguiu terminar a corrida.